# Jackie (film, 2012)
Pour les articles homonymes, voir Jackie.
Pour plus de détails, voir Fiche technique et Distribution.
Jackie est un film néerlandais réalisé par  Antoinette Beumer et sorti en 2012.

## Fiche technique
- Titre : Jackie
- Réalisation :	 Antoinette Beumer
- Scénario : Marnie Blok et Karin van Holst Pellekaan
- Photographie : Danny Elsen
- Costumes : Marion Boot, Marian van Nieuwenhuyzen et Barcie Waite
- Décors : Minka Mooren
- Montage : Marc Bechtold
- Musique : Melcher Meirmans, Merlijn Snitker et Chrisnanne Wiegel
- Production : Eyeworks Film & TV Drama
- Pays :  Pays-Bas
- Durée : 100 minutes
- Date de sortie : Pays-Bas - 10 mai 2012

## Distribution
- Carice van Houten
- Jelka van Houten
- Holly Hunter
- Jacob Browne
- Jeroen Spitzenberger
- Paul Hoes
- Jaap Spijkers
- Hajo Bruins
- Elise Schaap
- Michelle Waterson
- Jim Terr
- Karen M. Hudson
- Bryan Head
- Robyn Reede

## Sélection
- Festival international du film de Toronto 2012[1]